# Zygostates linearisepala
Zygostates linearisepala là một loài thực vật có hoa trong họ Lan. Loài này được (Senghas) Toscano mô tả khoa học đầu tiên năm 2001.